# Кларкфилд (Минесота)
Кларкфилд (енгл. Clarkfield) град је у америчкој савезној држави Минесота.

## Демографија
По попису из 2010. године број становника је 863, што је 81 (-8,6%) становника мање него 2000. године.
| Група             | 2000.       | 2010.       |
| Белци             | 923 (97,8%) | 808 (93,6%) |
| Афроамериканци    | 1 (0,1%)    | 2 (0,2%)    |
| Азијати           | 1 (0,1%)    | 1 (0,1%)    |
| Хиспаноамериканци | 11 (1,2%)   | 43 (5,0%)   |
| Укупно            | 944         | 863         |